# ریکاردو کانالس
ریکاردو کانالس (انگلیسی: Ricardo Canals؛ زادهٔ ۲۶ سپتامبر ۱۹۷۰) بازیکن سابق فوتبال اهل اروگوئه است  که در پست دفاع وسط بازی ‌می‌کرد.
وی همچنین در تیم ملی فوتبال اروگوئه بازی کرده‌است.